# Kacey Rohl
Kacey Rohl (Vancouver, 6 agosto 1991) è un'attrice canadese.

## Biografia
È la figlia del regista televisivo Michael Rohl e della compositrice teatrale e commediante Jan Derbyshire. Recita dall'età di 14 anni.

## Filmografia

### Cinema
- Cappuccetto rosso sangue (Red Riding Hood), regia di Catherine Hardwicke (2011)
- Sunflower Hour, regia di Aaron Houston (2011)
- Sisters & Brothers, regia di Carl Bessai (2011)
- Flicka: Country Pride, regia di Michael Damian (2012)
- Beat Around the Bush, regia di Brianne Nord-Stewart - cortometraggio (2016)
- A Family of Ghosts, regia di Shannon Kohli - cortometraggio (2017)
- Free Range Cricket Farmer, regia di Tim Carlson - cortometraggio (2018)
- Giltrude's Dwelling, regia di Jeremy Lutter - cortometraggio (2019)
- White Lie, regia di Yonah Lewis e Calvin Thomas (2019)
- Every Day's Like This, regia di Lev Lewis - cortometraggio (2020)
- Chien Blanc, regia di Anaïs Barbeau-Lavalette (2022)

### Televisione
- V – serie TV, episodio 1x09 (2010)
- La lista dei clienti (The Client List), regia di Eric Laneuville – film TV (2010)
- Bond of Silence, regia di Peter Werner – film TV (2010)
- Caprica – serie TV, episodio 1x10 (2010)
- Fringe – serie TV, episodio 3x03 (2010)
- Tower Prep – serie TV, episodio 1x07 (2010)
- Ghost Storm, regia di Paul Ziller – film TV (2011)
- Regista di classe (Geek Charming), regia di Jeffrey Hornaday – film TV (2011)
- Clue – serie TV, 5 episodi (2011)
- Supernatural – serie TV, episodio 7x17 (2012)
- The Killing – serie TV, 6 episodi (2011-2012)
- Due madri per una figlia (Taken Back: Finding Haley), regia di Mark Jean – film TV (2012)
- R. L. Stine's The Haunting Hour – serie TV, 4 episodi (2011-2012)
- This American Housewife – serie TV, episodio 1x01 (2012)
- Cracked – serie TV, episodio 2x01 (2013)
- Played – serie TV, episodio 1x08 (2013)
- Doubt, regia di Thomas Schlamme – film TV (2013)
- Working the Engels – serie TV, 12 episodi (2014)
- Motive – serie TV, episodio 3x09 (2015)
- Hannibal – serie TV, 13 episodi (2013-2015)
- Mia dolce Audrina (My Sweet Audrina), regia di Mike Rohl – film TV (2016)
- X-Files (The X Files) – serie TV, episodio 10x02 (2016)
- iZombie – serie TV, episodio 2x14 (2016)
- C'era una volta (Once Upon a Time) – serie TV, episodio 5x13 (2016)
- Wayward Pines – serie TV, 10 episodi (2016)
- The Good Doctor – serie TV, episodio 1x08 (2017)
- Killer High, regia di Jem Garrard – film TV (2018)
- Arrow – serie TV, 12 episodi (2017-2019)
- Fortunate Son – serie TV, 8 episodi (2020)
- The Magicians – serie TV, 19 episodi (2016-2020)
- Canadian Reflections – serie TV, 1 episodio (2021)
- The Wedding Veil Inspiration, regia di Terry Ingram – film TV (2023)
- Star Trek: Section 31, regia di Olatunde Osunsanmi – film TV (2025)

## Doppiatrici italiane
Nelle versioni in italiano delle opere in cui ha recitato, Kacey Rohl è stata doppiata da:
- Eva Padoan in The Killing
- Emanuela Ionica in Flicka, ragazza selvaggia
- Virginia Brunetti in Motive
- Noemi Luciani in C'era una volta
- Eleonora Reti in Wayward Pines
- Perla Liberatori ne Il velo nuziale